# Bosnalijek
Das Unternehmen Bosnalijek, farmaceutska i hemijska industrija (deutsch: Bosnalijek, pharmazeutische und chemische Industrie), kurz auch nur: Bosnalijek,  ist ein bosnisches Unternehmen der pharmazeutischen Industrie. Bosnalijek beschäftigte im Geschäftsjahr 2018 720 Mitarbeiter und war zu diesem Zeitpunkt das größte Pharmazieunternehmen in Bosnien und Herzegowina.
Das Unternehmen wurde 1951 gegründet und vertrieb Medikamente unter der Lizenz verschiedener Pharmahersteller wie den Asta-Werken (heute Teil von Evonik Industries), Nattermann (Teil von Sanofi), Byk Gulden (Teil von Takeda) und Upjohn (Teil von Pfizer). Das Produktprogramm wurde in den folgenden Jahrzehnten durch Eigenentwicklungen stark erweitert. Seit 2003 besteht eine EU-GMP-Zertifizierung, die die Europäische Union als Markt eröffnete.
Im Jahr 2005 gewährte die Internationale Finanz-Corporation Bosnalijek ein Darlehen in Höhe von 7,5 Millionen Euro für den Bau eines Produktions- und Vertriebszentrums im Wert von 18,5 Millionen Euro.
Im August 2016 feierte Bosnalijek sein 65-jähriges Jubiläum. Im Oktober 2016 verkaufte die Regierung der Föderation Bosnien und Herzegowina ihre restlichen Anteile an dem Unternehmen in einer Auktion.
Bosnalijek ist seit 2019 in mehr als 20 Märkten vertreten, wobei die Umsätze aus ausländischen Märkten 76 % des Gesamtumsatzes ausmachen.
Bosnalijek trat in der Vergangenheit als Trikotsponsor der bosnischen Fußballvereine FK Željezničar Sarajevo und FK Velež Mostar auf.